# 2422 Perovskaya
A 2422 Perovskaya (ideiglenes jelöléssel 1968 HK1) a Naprendszer kisbolygóövében található aszteroida. Tamara Mihajlovna Szmirnova fedezte fel 1968. április 28-án.